# Lagune de Ghar El Melh
La lagune de Ghar El Melh est une lagune du nord-est de la Tunisie, s'étendant au sud du cap Farina (cap Ettarf).
C'est une étendue d'eau salée, alimentée par la mer via un grau, qui forme l'une des plus importantes zones humides du gouvernorat de Bizerte mais aussi à l'échelle nationale, vu que la zone présente un écosystème riche avec une biocénose exemplaire des zones humides côtières.
La lagune de Ghar El Melh et le delta de la Medjerda figurent parmi les « zones humides d'importance internationale » de Tunisie,.